# McDonald Mariga
McDonald Mariga, född 4 april 1987 i Nairobi, är en kenyansk fotbollsspelare som sedan 2010 spelar i Italienska Parma. 2005 kom Mariga från FC Pipeline till Enköpings SK. Mellan 2006 och 2008 spelade han för allsvenska Helsingborgs IF. 16 mars 2010 blev Mariga i och med sitt inhopp i en match mot Chelsea förste kenyan att spela i Champions League.

## Meriter
Enköping SK
- Division 2: 2005

Helsingborgs IF
- Svenska cupen: 2006

Inter
- Uefa Champions League: 2010
- Serie A: 2010
- Coppa Italia: 2010
- Italienska supercupen: 2010
- VM för klubblag: 2010